# Granigyra arenosa
Granigyra arenosa là một loài ốc biển, là động vật thân mềm chân bụng sống ở biển thuộc họ Turbinidae.